# Another Gay Movie 2
Pour plus de détails, voir Fiche technique et Distribution.
Another Gay Movie 2 (Another Gay Sequel: Gays Gone Wild), sorti en 2008, est une comédie. Il s'agit de la suite du film de Another Gay Movie sorti en 2006. Réalisé par Todd Stevens, il réunit cinq personnes du casting du premier film, notamment les acteurs principaux autour desquels l'histoire se déroule.

## Synopsis
Another Gay Sequel raconte les aventures des quatre amis gays Nico Hunter, Andy Wilson, Griffin "Griff" et Jarod qui s'en vont passer les vacances à Fort Lauderdale durant le Spring Break. Ils participeront à diverses activités proposées par le centre de vacances et notamment au concours du gay qui aura le plus d'amants.
Le titre, comme tout le film, est une parodie de la série de vidéos pornographiques Girls Gone Wild.
Perez Hilton joue son propre rôle dans ce film. Il y incarne lui-même frappé par l'illumination divine.

## Fiche technique
- Titre original : Another Gay Sequel: Gays Gone Wild
- Réalisation : Todd Stevens
- Scénario : Todd Stevens
- Production : Derek Curl et Todd Stephens
- Société de production : Luna Pictures, Caveat Films, PRO-FUN media Filmverleih
- Photographie : Carl Bartels
- Montage : Spencer Schilly
- Musique : Marty Beller
- Costumes : Peter A. Lovello
- Pays d'origine :  États-Unis
- Langue : anglais
- Format : Couleur - Stéréo - 2.35 : 1 - 35 mm
- Durée : 99 minutes
- Dates de sortie en festival : 
  -  États-Unis : 28 juin 2008 (San Francisco International LGBT Film Festival)
- Dates de sortie en salles : 
  -  Allemagne : 6 novembre 2008

## Distribution
- Amanda Lepore : Debbie Gottakunt
- Jonah Blechman : Nico Hunter
- Jake Mosser : Andy Wilson
- Aaron Michael Davies : Griffin "Griff"
- Jimmy Clabots : Jarod
- Euriamis Losada : Luis
- Perez Hilton (VFB : Bruno Mullenaerts) : Lui-même
- RuPaul : Tyrell Tyrelle
- Scott Thompson : Mr. Wilson
- Lady Bunny : Sandi Cove
- Will Wikle : Jasper
- Brandon Lim : Jasper Chan
- Isaac Webster : Jasper Pledge / Faux Griff
- Brent Corrigan : Stan l'homme-sirène